# Pithecia rylandsi
Pithecia rylandsi є спірним видом мавп сакі, різновидом мавп Нового Світу. Зустрічається в Болівії, Перу та Бразилії.

## Розповсюдження
Цей вид зустрічається в північно-західній Болівії, південно-східному Перу, південній Рондонії та західній частині Мату-Гросу в Бразилії. Він зустрічається на північ від річки Мадре-де-Діос у Болівії та Перу, а також на схід і північ від річки Гуапоре в Бразилії. Він може просуватися на північ до річки Джі-Парана або на захід до річки Джамарі.

## Опис
Це один з найбільших серед сакі. Цей вид легко відрізнити від усіх інших сакі за дуже великим розміром, дуже чорним, оголеним обличчям і дуже білою шерстю, через що літні самці часто виглядають майже повністю білими. Молоді самці чорного кольору з помірним сірим кольором. Дорослі самиці майже так само інтенсивно білі, як і самці, а їхнє волосся на лобі може утворювати білий «чубчик».